# ASME
ASME es el acrónimo de American Society of Mechanical Engineers (Sociedad Estadounidense de Ingenieros Mecánicos). Es una asociación de profesionales, que ha generado un código de diseño, construcción, inspección y pruebas para equipos, entre otros, calderas y recipientes sujetos a presión. Este código tiene aceptación mundial. La ASME cuenta con 110.000 miembros en 150 países.

## Historia
La ASME internacional fue fundada en 1880 por los ingenieros mecánicos Alexander Lyman Holley, Rossiter Worthington, John Edison Sweet y Matthias N. Forney. El 7 de abril se realizó una reunión para crear formalmente la organización en el Instituto de Tecnología Stevens de Hoboken, de Nueva Jersey, con cerca de ochenta ingenieros, educadores, periodistas técnicos, diseñadores, constructores navales, ingenieros militares, e inventores.
Muchos grupos intentaban crear organizaciones de derecho profesionales especializadas. En los Estados Unidos, la Sociedad Americana de Ingenieros Civiles había estado activa desde 1852, y había organizado el Instituto Americano de Ingenieros de Explotación Minera en 1871. En 1880 había 85 universidades de ingeniería en los Estados Unidos. La energía del vapor impulsaba la tecnología de entonces: locomotoras, buques, la maquinaria de las fábricas, y los equipos de las minas. La máquina de vapor Corliss y la caldera de Babcock y de Wilcox se hallaban en su punto culminante. La primera central eléctrica verdadera de los Estados Unidos, la estación de Pearl Street de Thomas Edison en Nueva York, iniciaba la era de grandes compañías de electricidad en 1882. Los motores de combustión interna no estaban lejos de empezar a ser usados masivamente, y se formaron grandes conglomerados industriales, equipados con sus propios laboratorios de investigación, tales como U.S. Steel, General Electric, Du Pont o Eastman Kodak. 
ASME estableció sus actividades de investigación en 1909, en áreas tales como las tablas relativas al vapor, características de los gases y de los metales, el efecto de la temperatura en la resistencia de los materiales, medios fluidos o coeficientes de paso por orificios. 
Desde su inicio, ASME ha liderado el desarrollo de reglamentos técnicos, desde la normalización de los pasos de rosca de tuercas y tornillos, hasta abarcar más de 600 estándares de todo tipo de elementos mecánicos. Su principal logro, sin embargo, fue mejorar la seguridad de los equipos térmicos, especialmente las calderas. Entre 1870 y 1910 se habían registrado al menos 10 000 explosiones de calderas en Norteamérica. Hacia 1910, la tasa se situó entre 1300 y 1400 al año. Algunas explosiones se convirtieron en graves accidentes, y su eco en la opinión pública impulsó la búsqueda de una solución. Se formó un comité en 1911, que redactó el código de calderas publicado en 1914-15, más adelante incorporado en las leyes de la mayoría de los Estados Unidos y en las provincias canadienses. 
Antes de 1930, cincuenta años después de que la ASME fuera fundada, la sociedad había crecido hasta alcanzar los 20.000 miembros, y su influencia en el trabajo de los técnicos norteamericanos era considerable. El ferrocarril fomentó el asentamiento de ciudades en el centro de Estados Unidos, y la coordinación de sus horarios condujo al establecimiento de franjas horarias. Los líderes de la ASME en el siglo XX, tales como Henry Robinson Towne, Frederick W. Taylor, Frederick Halsey, Henry L. Gantt, James M. Dodge, y Franck y Lillian Gilbreth, iniciaron las prácticas de gerencia que produjeron las reformas y la innovación que llevó a la precisión con la que trabajaban las máquinas, la producción en masa y el transporte comercial que abrió la nación y después el mundo a las empresas americanas.
La ASME está formada por 36 divisiones técnicas (más una subdivisión) y 3 institutos. La estructura actual tiene su origen en 1920, cuando se fundaron las ocho primeras: Espacio aéreo, Combustibles, Gerencia, Ingeniería de los Materiales, Producción de materiales, Energía, Ingeniería de producción, y Transporte por ferrocarril. La diversificación de la ingeniería propició que se crearan otras dos al año siguiente: Industrias del motor de combustión interna e Industria textil. Las adiciones más recientes son la división de Sistemas de almacenaje y la de Procesos de información (junio de 1996). 
Hoy, ASME es una sociedad mundial al servicio de los ingenieros industriales y de los fabricantes.

## Secciones

### BPVC
Boiler and Pressure Vessels Code - Reglas para calderas y depósitos a presión.
1. Reglas para la construcción de calderas de energía.
2. Materiales.
3. Código para contenciones en hormigón.
4. Reglas para la construcción de calderas de calefacción.
5. Reglas para la certificación.

## Educación
ASME ofrece a sus asociados y al público en general un vasto repertorio de cursos especializados, diseñados para ajustarse a las necesidades de diferentes industrias. Estos cursos combinan el rigor académico con aplicaciones a situaciones del mundo real.